# Comunidad San Andrés
Comunidad San Andrés är en ort i Mexiko.   Den ligger i kommunen Hidalgo del Parral och delstaten Chihuahua, i den centrala delen av landet, 1 100 km nordväst om huvudstaden Mexico City. Comunidad San Andrés ligger 1 708 meter över havet och antalet invånare är 245.
Terrängen runt Comunidad San Andrés är platt åt nordost, men åt sydväst är den kuperad. Runt Comunidad San Andrés är det mycket glesbefolkat, med 3 invånare per kvadratkilometer. Närmaste större samhälle är Hidalgo del Parral, 3,1 km sydväst om Comunidad San Andrés. Omgivningarna runt Comunidad San Andrés är i huvudsak ett öppet busklandskap.